# Abdank (Wappengemeinschaft)
Abdank bezeichnet ein polnisches Wappen, das von verschiedenen Familien des polnischen Adels (Szlachta) in der Zeit des polnischen Königreichs sowie der polnisch-litauischen Union verwendet wurde.

## Persönlichkeiten
Dieses Wappen tragen unter anderen:
- Andreas Alois Ankwicz von Skarbek-Poslawice
- Bohdan Chmelnyzkyj
- Alfred Korzybski